# Tulijá Sección Chinal
Tulijá Sección Chinal är en ort i Mexiko.   Den ligger i kommunen Macuspana och delstaten Tabasco, i den sydöstra delen av landet, 700 km öster om huvudstaden Mexico City. Tulijá Sección Chinal ligger 15 meter över havet och antalet invånare är 174.
Terrängen runt Tulijá Sección Chinal är platt åt nordost, men åt sydväst är den kuperad. Runt Tulijá Sección Chinal är det ganska tätbefolkat, med 56 invånare per kvadratkilometer. Närmaste större samhälle är Buena Vista, 8,8 km väster om Tulijá Sección Chinal. Trakten runt Tulijá Sección Chinal består till största delen av jordbruksmark.